# Сен-Ілер-Петітвіль
Сен-Іле́р-Петітві́ль (фр. Saint-Hilaire-Petitville) — колишній муніципалітет у Франції, у регіоні Нормандія, департамент Манш. Населення — 1384 осіб (2011).
Муніципалітет розташований на відстані близько 270 км на захід від Парижа, 65 км на захід від Кана, 24 км на північний захід від Сен-Ло.

## Історія
До 2015 року муніципалітет перебував у складі регіону Нижня Нормандія. Від 1 січня 2016 року належить до нового об'єднаного регіону Нормандія.
1-1-2019 Сен-Ілер-Петітвіль, Брюшвіль, Ка, Монмартен-ан-Грень i В'єрвіль було приєднано до муніципалітету Карантан-ле-Маре.

## Демографія
Динаміка населення (Insee ):
Розподіл населення за віком та статтю (2006):
| Стать | Всього | До 15 років | 15-24 | 25-44 | 45-64 | 65-85 | Понад 85 |
| --- | ------ | ----------- | ----- | ----- | ----- | ----- | -------- |
| Чоловіки | 724    | 152         | 88    | 164   | 196   | 116   | 8        |
| Жінки | 684    | 112         | 76    | 176   | 212   | 100   | 8        |
| \| Статево-вікова піраміда \| Статево-вікова піраміда \| Статево-вікова піраміда \| \| ----------------------- \| ----------------------- \| ----------------------- \| \| Чоловіки \| Вік \| Жінки \| \| 8 \| 85 + \| 8 \| \| 16 \| 80-84 \| 16 \| \| 24 \| 75-79 \| 36 \| \| 48 \| 70-74 \| 24 \| \| 28 \| 65-69 \| 24 \| \| 48 \| 60-64 \| 60 \| \| 32 \| 55-59 \| 48 \| \| 48 \| 50-54 \| 44 \| \| 68 \| 45-49 \| 60 \| \| 64 \| 40-44 \| 64 \| \| 36 \| 35-39 \| 40 \| \| 32 \| 30-34 \| 32 \| \| 32 \| 25-29 \| 40 \| \| 24 \| 20-24 \| 28 \| \| 64 \| 15-20 \| 48 \| \| 52 \| 10-14 \| 40 \| \| 56 \| 5-9 \| 48 \| \| 44 \| 0-4 \| 24 \| |        |             |       |       |       |       |          |
| Статево-вікова піраміда |        |             |       |       |       |       |          |
| Чоловіки | Вік    | Жінки       |       |       |       |       |          |
| 8 | 85 +   | 8           |       |       |       |       |          |
| 16 | 80-84  | 16          |       |       |       |       |          |
| 24 | 75-79  | 36          |       |       |       |       |          |
| 48 | 70-74  | 24          |       |       |       |       |          |
| 28 | 65-69  | 24          |       |       |       |       |          |
| 48 | 60-64  | 60          |       |       |       |       |          |
| 32 | 55-59  | 48          |       |       |       |       |          |
| 48 | 50-54  | 44          |       |       |       |       |          |
| 68 | 45-49  | 60          |       |       |       |       |          |
| 64 | 40-44  | 64          |       |       |       |       |          |
| 36 | 35-39  | 40          |       |       |       |       |          |
| 32 | 30-34  | 32          |       |       |       |       |          |
| 32 | 25-29  | 40          |       |       |       |       |          |
| 24 | 20-24  | 28          |       |       |       |       |          |
| 64 | 15-20  | 48          |       |       |       |       |          |
| 52 | 10-14  | 40          |       |       |       |       |          |
| 56 | 5-9    | 48          |       |       |       |       |          |
| 44 | 0-4    | 24          |       |       |       |       |          |

## Економіка
2010 року серед 890 осіб працездатного віку (15—64 років) 656 були активними, 234 — неактивними (показник активності 73,7%, у 1999 році було 69,5%). З 656 активних мешканців працювало 612 осіб (339 чоловіків та 273 жінки), безробітними було 44 (16 чоловіків та 28 жінок). Серед 234 неактивних 73 особи були учнями чи студентами, 93 — пенсіонерами, 68 були неактивними з інших причин.

У 2010 році в муніципалітеті числилось 570 оподаткованих домогосподарств, у яких проживали 1401,5 особи, медіана доходів виносила 17 795 євро на одного особоспоживача